# جامعة مدينة نيويورك
جامعة مدينة نيويورك (بالإنجليزية: City University of New York)‏ ويرمز لها اختصاراً (بالإنجليزية: CUNY)‏هي جامعة ذات نظام جامعي عام تقع في مدينة نيويورك في الولايات المتحدة، وتقع مكاتبها الإدارية في يوركفيل في مانهاتن ( وهي أكبر جامعة في المناطق الحضرية في الولايات المتحدة، والتي تتكون من 23 مؤسسة : 11 كلية عليا، وستة كليات مجتمع، وكلية ويليام ماكولاي الشرفية في جامعة مدينة نيويورك، ويتم منح الدكتوراه من مركز الدراسات العليا في الجامعة.
و تضم جامعة مدينة نيويورك أيضاً كلية الحقوق، وكلية الدراسات العليا للصحافة، وكلية صوفي ديفيس لطرق تدريس الطب الحيوي.

## الطلاب
ينتمي للجامعة أكثر من 260,000 طالب بنظام رصد الدرجات و273000 طالب حسب نظام التعليم الاحترافي المستمر وجميع الطلب المسجلين في الجامعة يداومون في دراستهم في جميع المقاطعات الإدارية الخمسة لمدينة نيويورك.

### تركيب الطلاب
يدرس في جامعة مدينة نيويورك طلاب ينتمون إلى 205 بلداً مختلفاً. الطلاب السود والبيض من أصل لاتيني يشكلون أكثر من ربع من عدد الطلاب في الجامعة، والطلاب الجامعيين الآسيويين يشكلون أكثر من 15 %. ما يقرب من 60 % من الإناث، و 29 % من الطلاب هم من الفئة العمرية المساوية أو الأكبر من 25 عاماً.

## الخريجون
تتضمن لائحة خريجي جامعة مدينة نيويورك 12 من الحائزين على جائزة نوبل، بالإضافة إلى وزيرة خارجية أميركية، قاض في محكمة العدل العليا، ورؤساء بلديات عدة، وأعضاء كونغرس ومشرعي دولة والعديد من العلماء والفنانين.

## التمويل
تم منح الملايين من الدولارات من أموال الحوافز الاتحادية لمشاريع جامعة مدينة نيويورك وبرامجها، وتوفير المزيد من الفرص للتدريب وإجراء البحوث والتوسع. حيث قال رئيس الجامعة ماثيو غولدشتاين، الذي دافع مؤخراً التعليم العالي باعتبارها حيوياً لجهود الأمة في الانتعاش الاقتصادي، والالتحاق بجامعة مدينة نيويورك هو في أعلى مستوى له منذ أكثر من ثلاثة عقود من الزمن.
جامعة مدينة نيويورك هي ثالث أكبر نظام جامعي في الولايات المتحدة من حيث نسبة التحاق الطلاب، تأتي الجامعة في الترتيب بعد جامعة ولاية نيويورك (بالإنجليزية: SUNY)‏، وجامعة ولاية كاليفورنيا. جامعة مدينة نيويورك وجامعة ولاية نيويورك هي أنظمة جامعية منفصلة ومستقلة، ورغم أن كلا الجامعتين هما من المؤسسات الجامعية العامة التي تتلقى تمويلاً من ولاية نيويورك، إلا أنها تعتمد على كلا التمويلين العام والخاص.

## وصلات خارجية
- الموقع الرسمي للجامعة